# Mesene florus
Mesene florus är en fjärilsart som beskrevs av Fabricius 1793. Mesene florus ingår i släktet Mesene och familjen Riodinidae. Inga underarter finns listade i Catalogue of Life.

## Bildgalleri

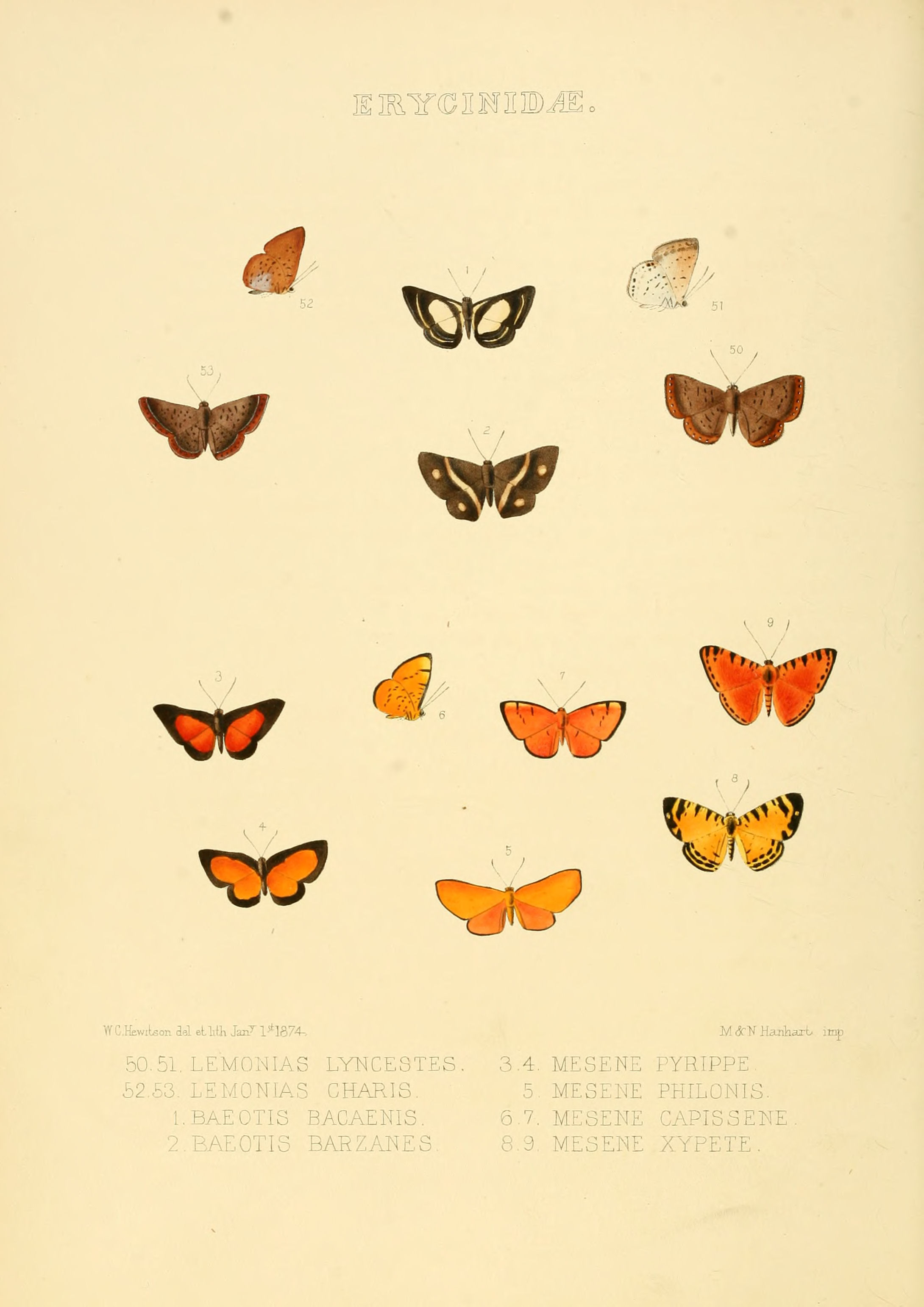